# Микола Гоголь (срібна монета)
«Мико́ла Го́голь» — срібна ювілейна монета номіналом 5 гривень, яку випустив Національний банк України. Присвячена 200-річчю від дня народження видатного письменника, який відкрив світові самобутність України, — Миколи Васильовича Гоголя (1809—1852 роки). Микола Гоголь народився в селі Великі Сорочинці (тепер Полтавська область) у родині письменника.
Монету введено в обіг 27 лютого 2009 року. Вона належить до серії «Видатні особистості України».

## Опис та характеристики монети
| Номінал грн. | Метал            | Маса, грам    | Діаметр, мм. | Якість виготовлення       | Гурт                           | Тираж, штук |
| ------------ | ---------------- | ------------- | ------------ | ------------------------- | ------------------------------ | ----------- |
| 5            | срібло 925 проби | 15,55 / 16,81 | 33,0         | спеціальний анциркулейтед | гладкий із заглибленим написом | 5 000       |

### Аверс
На аверсі монети вгорі розмістили малий Державний Герб України, напис півколом «НАЦІОНАЛЬНИЙ БАНК УКРАЇНИ», унизу — номінал і рік карбування монети — «5/ ГРИВЕНЬ/ 2009», а також зобразили композицію, яка символізує дві основні теми творчості Гоголя: тему України з її історією, звичаями, міфами і тему імперської столиці зі світським її життям тощо.

### Реверс

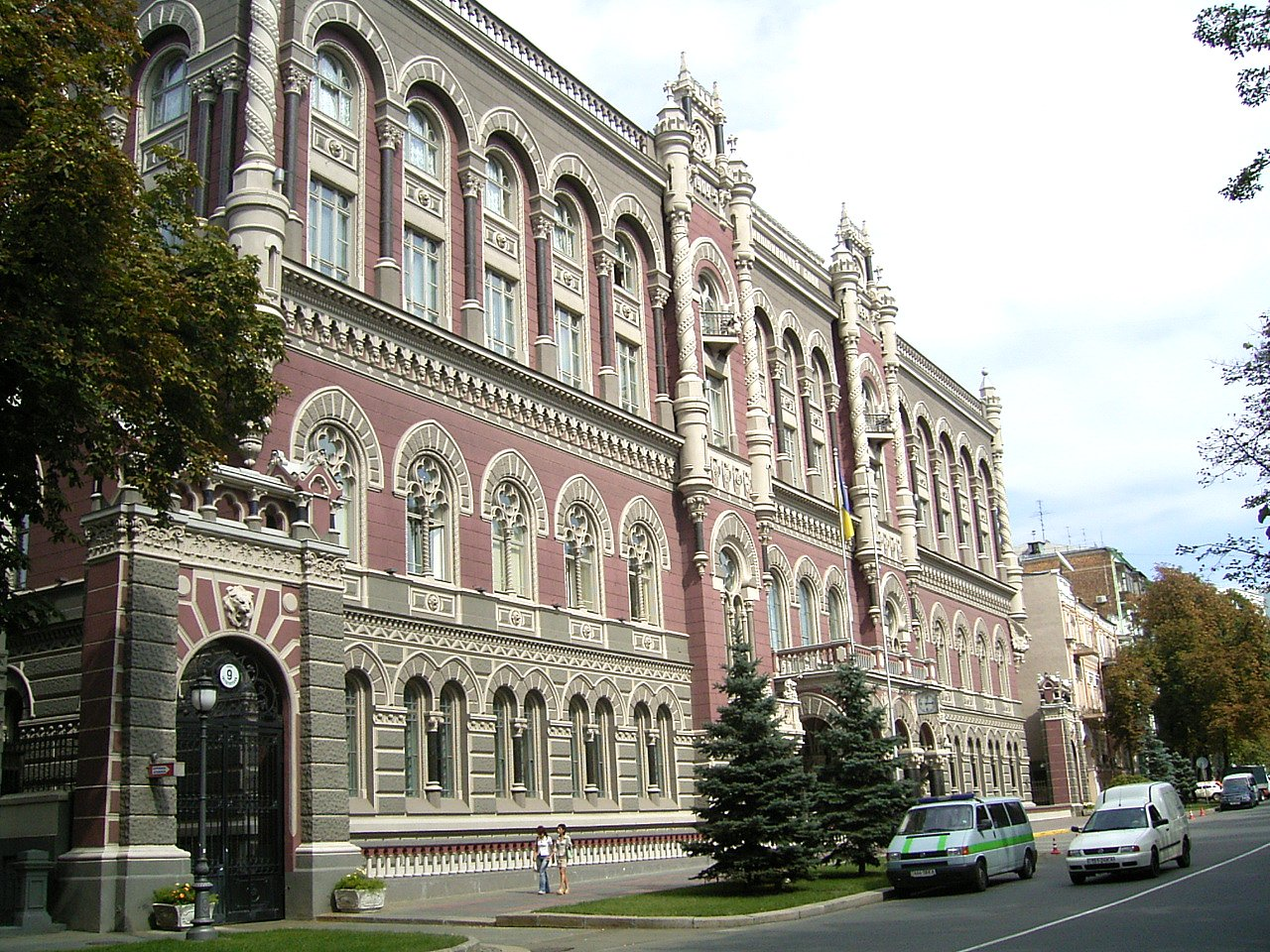
Будівля Національного банку України

На реверсі монети зобразили портрет Миколи Васильовича Гоголя в накидці, під якою — вишита сорочка, що символізує землю, яка його виплекала. Угорі півколом розмістили написи — «МИКОЛА ГОГОЛЬ», унизу — роки життя «1809/1852».

## Автори
- Художники: Таран Володимир, Харук Олександр, Харук Сергій.
- Скульптори: Дем'яненко Володимир, Іваненко Святослав.

## Вартість монети
Ціна монети — 531 гривня, була зазначена на сайт Національного банку України 2018 року.
Фактична приблизна вартість монети, з роками змінювалася так:
| Рік        | 2010 | 2011 | 2012 | 2013 | 2014 | 2015 | 2016 | 2017 | 2018 | 2019 | 2020 | 2021 | 2022 | 2023  | 2024  | 2025  |
| ---------- | ---- | ---- | ---- | ---- | ---- | ---- | ---- | ---- | ---- | ---- | ---- | ---- | ---- | ----- | ----- | ----- |
| Ціна, грн. | 300  | 350  | 450  | 350  | 300  | 330  | 440  | 480  | 530  | 540  | 540  | 680  | 950  | 1 300 | 1 420 | 1 650 |